# Albi di Linus (2005-2024)
Elenco degli albi di Linus, rivista antologica di fumetti edita dalla Figure, dalla Rizzoli e infine dalla Baldini e Castoldi.
| Indice 2005 2006 2007 2008 2009 2010 2011 2012 2013 2014 2015 2016 2017 2018 2019 2020 2021 2022 2023 2024 2025 |

## 2005
| Nr. | Data pubblicazione | Copertina         |
| --- | ------------------ | ----------------- |
| 478 | Gennaio 2005       | ?                 |
| 479 | Febbraio 2005      | ?                 |
| 480 | Marzo 2005         | ?                 |
| 481 | Aprile 2005        | ?                 |
| 482 | Maggio 2005        | ?                 |
| 483 | Giugno 2005        | ?                 |
| 484 | Luglio 2005        | ?                 |
| 485 | Agosto 2005        | ?                 |
| 486 | Settembre 2005     | ?                 |
| 487 | Ottobre 2005       | ?                 |
| 488 | Novembre 2005      | ?                 |
| 489 | Dicembre 2005      | Charles M. Schulz |

## 2006
| Nr. | Data pubblicazione | Copertina         |
| --- | ------------------ | ----------------- |
| 490 | Gennaio 2006       | ?                 |
| 491 | Febbraio 2006      | ?                 |
| 492 | Marzo 2006         | ?                 |
| 493 | Aprile 2006        | ?                 |
| 494 | Maggio 2006        | ?                 |
| 495 | Giugno 2006        | Charles M. Schulz |
| 496 | Luglio 2006        | ?                 |
| 497 | Agosto 2006        | ?                 |
| 498 | Settembre 2006     | ?                 |
| 499 | Ottobre 2006       | ?                 |
| 500 | Novembre 2006      | ?                 |
| 501 | Dicembre 2006      | ?                 |

## 2007
| Nr. | Data pubblicazione | Copertina        |
| --- | ------------------ | ---------------- |
| 502 | Gennaio 2007       | ?                |
| 503 | Febbraio 2007      | ?                |
| 504 | Marzo 2007         | ?                |
| 505 | Aprile 2007        | ?                |
| 506 | Maggio 2007        | ?                |
| 507 | Giugno 2007        | ?                |
| 508 | Luglio 2007        | ?                |
| 509 | Agosto 2007        | ?                |
| 510 | Settembre 2007     | Danilo Maramotti |
| 511 | Ottobre 2007       | Stephan Pastis   |
| 512 | Novembre 2007      | ?                |
| 513 | Dicembre 2007      | ?                |

## 2008
| Nr. | Data pubblicazione | Copertina         |
| --- | ------------------ | ----------------- |
| 514 | Gennaio 2008       | ?                 |
| 515 | Febbraio 2008      | ?                 |
| 516 | Marzo 2008         | ?                 |
| 517 | Aprile 2008        | ?                 |
| 518 | Maggio 2008        | ?                 |
| 519 | Giugno 2008        | Jim Meddick       |
| 520 | Luglio 2008        | Charles M. Schulz |
| 521 | Agosto 2008        | ?                 |
| 522 | Settembre 2008     | ?                 |
| 523 | Ottobre 2008       | ?                 |
| 524 | Novembre 2008      | ?                 |
| 525 | Dicembre 2008      | Richard Thompson  |

## 2009
| Nr. | Data pubblicazione | Copertina |
| --- | ------------------ | --------- |
| 526 | Gennaio 2009       | ?         |
| 527 | Febbraio 2009      | ?         |
| 528 | Marzo 2009         | ?         |
| 529 | Aprile 2009        | ?         |
| 530 | Maggio 2009        | ?         |
| 531 | Giugno 2009        | ?         |
| 532 | Luglio 2009        | ?         |
| 533 | Agosto 2009        | ?         |
| 534 | Settembre 2009     | ?         |
| 535 | Ottobre 2009       | ?         |
| 536 | Novembre 2009      | ?         |
| 537 | Dicembre 2009      | ?         |

## 2010
| Nr. | Data pubblicazione | Copertina |
| --- | ------------------ | --------- |
| 538 | Gennaio 2010       | ?         |
| 539 | Febbraio 2010      | ?         |
| 540 | Marzo 2010         | ?         |
| 541 | Aprile 2010        | ?         |
| 542 | Maggio 2010        | ?         |
| 543 | Giugno 2010        | ?         |
| 544 | Luglio 2010        | ?         |
| 545 | Agosto 2010        | ?         |
| 546 | Settembre 2010     | ?         |
| 547 | Ottobre 2010       | ?         |
| 548 | Novembre 2010      | ?         |
| 549 | Dicembre 2010      | ?         |

## 2011
| Nr. | Data pubblicazione | Copertina |
| --- | ------------------ | --------- |
| 550 | Gennaio 2011       | ?         |
| 551 | Febbraio 2011      | ?         |
| 552 | Marzo 2011         | ?         |
| 553 | Aprile 2011        | ?         |
| 554 | Maggio 2011        | ?         |
| 555 | Giugno 2011        | ?         |
| 556 | Luglio 2011        | ?         |
| 557 | Agosto 2011        | ?         |
| 558 | Settembre 2011     | ?         |
| 559 | Ottobre 2011       | ?         |
| 560 | Novembre 2011      | ?         |
| 561 | Dicembre 2011      | ?         |

## 2012
| Nr. | Data pubblicazione | Copertina |
| --- | ------------------ | --------- |
| 562 | Gennaio 2012       | ?         |
| 563 | Febbraio 2012      | ?         |
| 564 | Marzo 2012         | ?         |
| 565 | Aprile 2012        | ?         |
| 566 | Maggio 2012        | ?         |
| 567 | Giugno 2012        | ?         |
| 568 | Luglio 2012        | ?         |
| 569 | Agosto 2012        | ?         |
| 570 | Settembre 2012     | ?         |
| 571 | Ottobre 2012       | ?         |
| 572 | Novembre 2012      | ?         |
| 573 | Dicembre 2012      | ?         |

## 2013
| Nr. | Data pubblicazione | Copertina |
| --- | ------------------ | --------- |
| 574 | Gennaio 2013       | ?         |
| 575 | Febbraio 2013      | ?         |
| 576 | Marzo 2013         | ?         |
| 577 | Aprile 2013        | ?         |
| 578 | Luglio 2013        | ?         |
| 579 | Agosto 2013        | ?         |
| 580 | Settembre 2013     | ?         |
| 581 | Ottobre 2013       | ?         |
| 582 | Novembre 2013      | ?         |
| 583 | Dicembre 2013      | ?         |

## 2014
| Nr. | Data pubblicazione | Copertina |
| --- | ------------------ | --------- |
| 584 | Gennaio 2014       | ?         |
| 585 | Febbraio 2014      | ?         |
| 586 | Marzo 2014         | ?         |
| 587 | Aprile 2014        | ?         |
| 588 | Maggio 2014        | ?         |
| 589 | Giugno 2014        | ?         |
| 590 | Luglio 2014        | ?         |
| 591 | Agosto 2014        | ?         |
| 592 | Settembre 2014     | ?         |
| 593 | Ottobre 2014       | ?         |
| 594 | Novembre 2014      | ?         |
| 595 | Dicembre 2014      | ?         |

## 2015
| Nr. | Data pubblicazione | Copertina |
| --- | ------------------ | --------- |
| 596 | Gennaio 2015       | ?         |
| 597 | Febbraio 2015      | ?         |
| 598 | Marzo 2015         | ?         |
| 599 | Aprile 2015        | ?         |
| 600 | Maggio 2015        | ?         |
| 601 | Giugno 2015        | ?         |
| 602 | Luglio 2015        | ?         |
| 603 | Agosto 2015        | ?         |
| 604 | Settembre 2015     | Luz       |
| 605 | Ottobre 2015       | ?         |
| 606 | Novembre 2015      | ?         |
| 607 | Dicembre 2015      | ?         |

## 2016
| Nr. | Data pubblicazione | Copertina |
| --- | ------------------ | --------- |
| 608 | Gennaio 2016       | ?         |
| 609 | Febbraio 2016      | ?         |
| 610 | Marzo 2016         | ?         |
| 611 | Aprile 2016        | ?         |
| 612 | Maggio 2016        | ?         |
| 613 | Giugno 2016        | ?         |
| 614 | Luglio 2016        | ?         |
| 615 | Agosto 2016        | ?         |
| 616 | Settembre 2016     | ?         |
| 617 | Ottobre 2016       | ?         |
| 618 | Novembre 2016      | ?         |
| 619 | Dicembre 2016      | ?         |

## 2017
| Nr. | Data pubblicazione | Copertina           |
| --- | ------------------ | ------------------- |
| 620 | Gennaio 2017       | Zerocalcare         |
| 621 | Febbraio 2017      | Ivan Manuppelli     |
| 622 | Marzo 2017         | Bruno Bozzetto      |
| 623 | Aprile 2017        | Maicol E Mirco      |
| 624 | Maggio 2017        | Jesse Jacobs        |
| 625 | Giugno 2017        | Luigi Serafini      |
| 626 | Luglio 2017        | Peter Kuper         |
| 627 | Agosto 2017        | Michael Bayer       |
| 628 | Settembre 2017     | Valerio Berrutti    |
| 629 | Ottobre 2017       | Tom Tomorrow        |
| 630 | Novembre 2017      | Manuel Fior         |
| 631 | Dicembre 2017      | Francesca Ghermandi |

## 2018
| Nr. | Data pubblicazione | Copertina         |
| --- | ------------------ | ----------------- |
| 632 | Gennaio 2018       | Georg Barber      |
| - Peanuts - Rufolo - I Quaderni di Esther - Papà dictator - Quaglione - I Sopravvissuti - Wumo - This Modern World - Doonesbury - Gli scarabocchi - Perle ai porci - I Nasoni - Dilbert - Monty |                    |                   |
| 633 | Febbraio 2018      | ?                 |
| 634 | Marzo 2018         | ?                 |
| 635 | Aprile 2018        | ?                 |
| 636 | Maggio 2018        | Art Spiegelman    |
| 637 | Giugno 2018        | Paolo Bacilieri   |
| 638 | Luglio 2018        | Joost Swarte      |
| 639 | Agosto 2018        | Winsor Mccay      |
| 640 | Settembre 2018     | Josè Munoz        |
| 641 | Ottobre 2018       | Robert Crumb      |
| 642 | Novembre 2018      | Jack Kirby        |
| 643 | Dicembre 2018      | Franco Matticchio |

## 2019
| Nr. | Data pubblicazione | Copertina          |
| --- | ------------------ | ------------------ |
| 644 | Gennaio 2019       | Crockett Johnson   |
| 645 | Febbraio 2019      | Paolo Bacilieri    |
| 646 | Marzo 2019         | Joe Dog            |
| 647 | Aprile 2019        | Igort              |
| 648 | Maggio 2019        | Bob Kane           |
| 649 | Giugno 2019        | Guido Crepax       |
| 650 | Luglio 2019        | Giorgio Carpinteri |
| 651 | Agosto 2019        | Guy Peellaert      |
| 652 | Settembre 2019     | Jean Giraud        |
| 653 | Ottobre 2019       | Osamu Tezuka       |
| 654 | Novembre 2019      | Manuel Fior        |
| 655 | Dicembre 2019      | Sergio Ponchione   |

## 2020
| Nr. | Data pubblicazione | Copertina          |
| --- | ------------------ | ------------------ |
| 656 | Gennaio 2020       | Tod Alcott         |
| 657 | Febbraio 2020      | Giorgio Carpinteri |
| 658 | Marzo 2020         | Sergio Algozzino   |
| 659 | Aprile 2020        | Paolo Bacilieri    |
| 660 | Maggio 2020        | Sergio Ponchione   |
| - Peanuts - Il mondo di Niger - Literary Cartoons - Calvin & Hobbes - Perle ai porci - Il quadernetto antivirus - Il sole e l'abissso - Little K. Dick - Impostor - L'amore di Gaspare - Fumettibrutti's strip: Denti - Non Baciarmi di Fumettibrutti - Paulette 1 di George Pichard, Georges Wolinski - Dall'altra parte della frontiera |                    |                    |
| 661 | Giugno 2020        | Igort              |
| 662 | Luglio 2020        | Andrea Serio       |
| 663 | Agosto 2020        | Alice Iuri         |
| 664 | Settembre 2020     | Davide Toffolo     |
| 665 | Ottobre 2020       | Grazia La Padula   |
| 666 | Novembre 2020      | Milo Manara        |
| 667 | Dicembre 2020      | Sergio Algozzino   |

## 2021
| Nr. | Data pubblicazione | Copertina          |
| --- | ------------------ | ------------------ |
| 668 | Gennaio 2021       | Andrea Serio       |
| 669 | Febbraio 2021      | Grazia La Padula   |
| 670 | Marzo 2021         | Sergio Vanello     |
| 671 | Aprile 2021        | Andrea De Luca     |
| 672 | Maggio 2021        | Giorgio Carpinteri |
| 673 | Giugno 2021        | Sergio Vanello     |
| 674 | Luglio 2021        | Sergio Ponchione   |
| 675 | Agosto 2021        | Giorgio Carpinteri |
| 676 | Settembre 2021     | Roberto Baldazzini |
| 677 | Ottobre 2021       | Sergio Ponchione   |
| 678 | Novembre 2021      | Grazia La Padula   |
| 679 | Dicembre 2021      | Sergio Vanello     |

## 2022
| Nr. | Data pubblicazione | Copertina          |
| --- | ------------------ | ------------------ |
| 680 | Gennaio 2022       | Milo Manara        |
| 681 | Febbraio 2022      | Grazia La Padula   |
| 682 | Marzo 2022         | Francesco Ripoli   |
| 683 | Aprile 2022        | Giorgio Carpinteri |
| 684 | Maggio 2022        | Alice Iuri         |
| 685 | Giugno 2022        | Sergio Ponchione   |
| 686 | Luglio 2022        | Alice Iuri         |
| 687 | Agosto 2022        | Sergio Ponchione   |
| 688 | Settembre 2022     | Sergio Vanello     |
| 689 | Ottobre 2022       | Camilla Rinaldi    |
| 690 | Novembre 2022      | Sergio Ponchione   |
| 691 | Dicembre 2022      | Andrea Serio       |

## 2023
| Nr. | Data pubblicazione | Copertina        |
| --- | ------------------ | ---------------- |
| 692 | Gennaio 2023       | Grazia La Padula |
| 693 | Febbraio 2023      | Igort            |
| 694 | Marzo 2023         | Sergio Ponchione |
| 695 | Aprile 2023        | Grazia La Padula |
| 696 | Maggio 2023        | Sergio Ponchione |
| 697 | Giugno 2023        | Andrea Pazienza  |
| 698 | Luglio 2023        | Grazia La Padula |
| 699 | Agosto 2023        | Alice Iuri       |
| 700 | Settembre 2023     | Sergio Vanello   |
| 701 | Ottobre 2023       | Andrea Serio     |
| 702 | Novembre 2023      | Grazia La Padula |
| 703 | Dicembre 2023      | Nino Cammarata   |

## 2024
| Nr. | Data pubblicazione | Copertina                   |
| --- | ------------------ | --------------------------- |
| 704 | Gennaio 2024       | Claudio Scaramuzzi          |
| 705 | Febbraio 2024      | Grazia La Padula            |
| 706 | Marzo 2024         | Andrea Serio                |
| 707 | Aprile 2024        | Sergio Algozzino            |
| 708 | Maggio 2024        | Alice Iuri                  |
| 709 | Giugno 2024        | Hugo Pratt                  |
| 710 | Luglio 2024        | Tiziano Angri/Elena Grigoli |
| 711 | Agosto 2024        | Riccardo Burchielli         |
| 712 | Settembre 2024     | Roberto Baldazzini          |
| 713 | Ottobre 2024       | Sergio Ponchione            |
| 714 | Novembre 2024      | Sergio Vanello              |
| 715 | Dicembre 2024      | Roberto Baldazzini          |

## 2025
| Nr. | Data pubblicazione | Copertina        |
| --- | ------------------ | ---------------- |
| 716 | Gennaio 2025       | Sergio Ponchione |
| 717 | Febbraio 2025      | Sergio Vanello   |
| 718 | Marzo 2025         |                  |
| 719 | Aprile 2025        |                  |
| 720 | Maggio 2025        |                  |
| 721 | Giugno 2025        |                  |
| 722 | Luglio 2025        |                  |
| 723 | Agosto 2025        |                  |
| 724 | Settembre 2025     |                  |
| 725 | Ottobre 2025       |                  |
| 726 | Novembre 2025      |                  |
| 727 | Dicembre 2025      |                  |